# Slaget vid Javasjön
Slaget vid Javasjön var ett avgörande sjöslag under Stillahavskriget den 27 februari 1942. De allierade led ett förödande nederlag mot Kejserliga japanska flottan. Den allierade överbefälhavaren Karel Doorman dödades. Slaget följdes av ett flertal mindre incidenter, vilket inkluderar det lilla men betydelsefulla slaget vid Sundasundet. Dessa förluster ledde till den japanska ockupationen av Nederländska Ostindien.
Slaget vid Javasjön var det största sjöslaget sedan Skagerrakslaget 1916.